# Сепульведа
Сепульведа (ісп. Sepúlveda) — муніципалітет в Іспанії, у складі автономної спільноти Кастилія-і-Леон, у провінції Сеговія. Населення — 1255 осіб (2010).
Муніципалітет розташований на відстані близько 100 км на північ від Мадрида, 50 км на північний схід від Сеговії.
На території муніципалітету розташовані такі населені пункти: (дані про населення за 2010 рік)
- Альдеуелас-де-Сепульведа: 19 осіб
- Кастрільйо-де-Сепульведа: 25 осіб
- Консуегра-де-Мурера: 30 осіб
- Дуратон: 46 осіб
- Інохосас-дель-Серро: 19 осіб
- Пероррубіо: 16 осіб
- Сепульведа: 1043 особи
- Танарро: 11 осіб
- Вельйосільйо: 3 особи
- Вільяр-де-Собрепенья: 20 осіб
- Вільясека: 23 особи

## Демографія
Динаміка населення (INE ):

## Галерея зображень

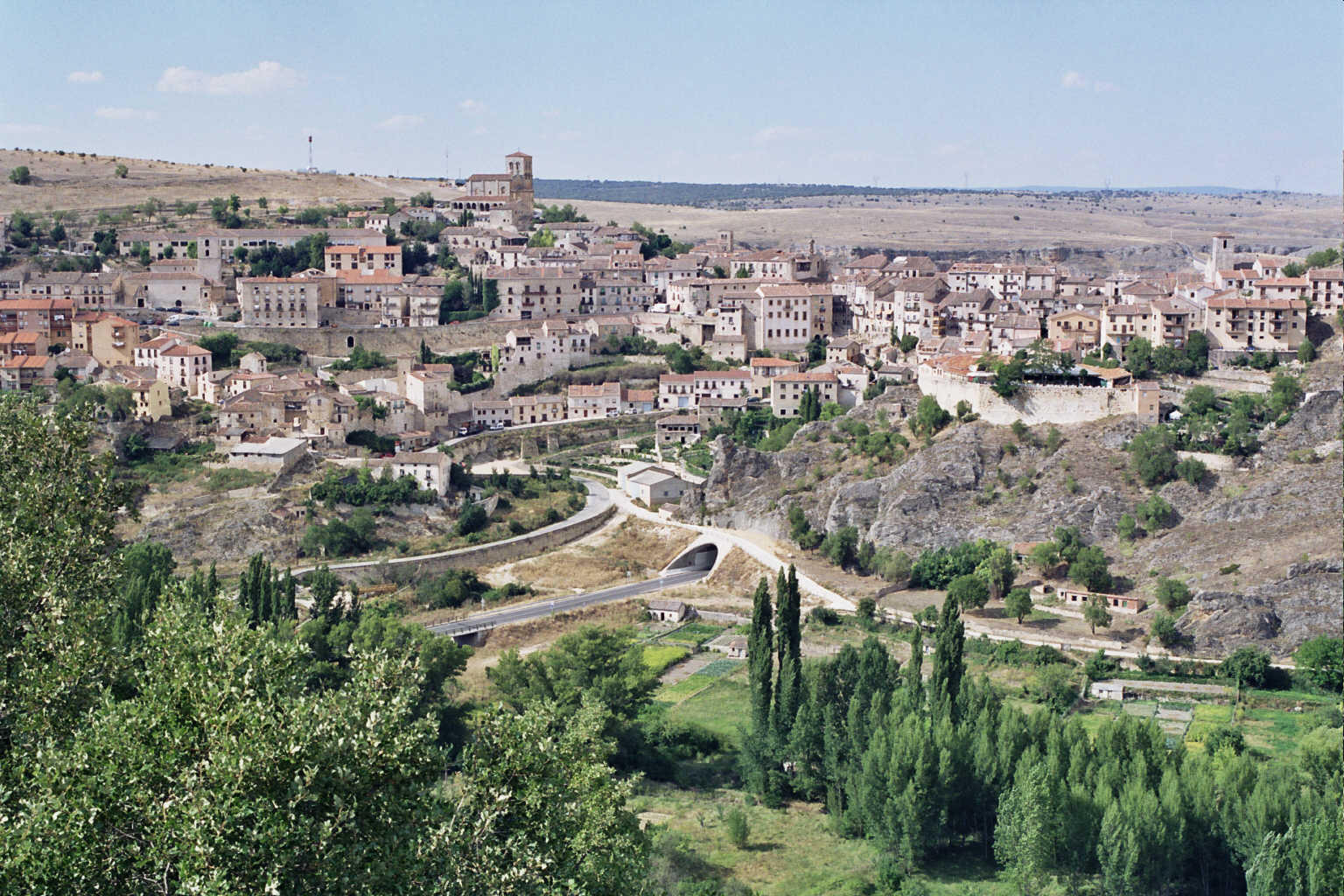
Сепульведа
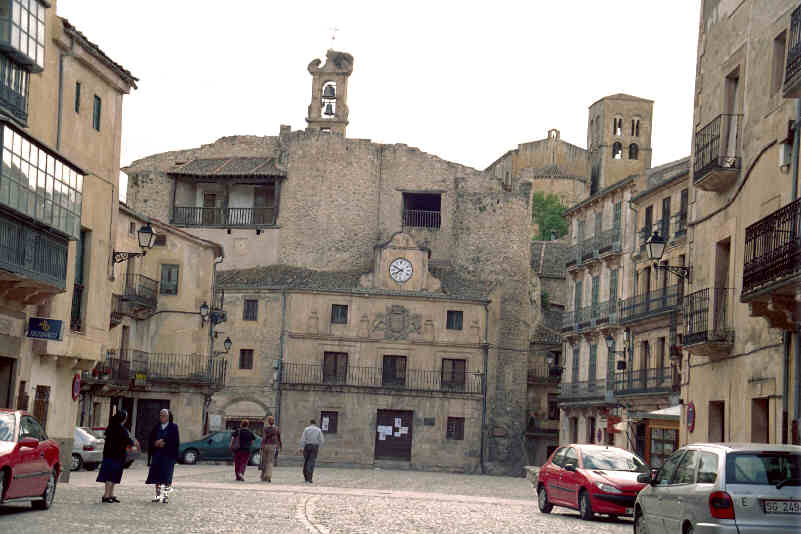
Центральна площа